# Сезон ФК «Карпати» (Львів) 1976 (осінь)
| «Карпати» (Львів) у сезоні 1976 (осінь) | «Карпати» (Львів) у сезоні 1976 (осінь)                                  |
| --------------------------------------- | ------------------------------------------------------------------------ |
| Ліга                                    | Вища ліга                                                                |
| Місце в лізі                            | 4                                                                        |
| Старший тренер                          | Ернест Юст                                                               |
| Тренер                                  | Борис Рассихін                                                           |
| Начальник команди                       | Л. К. Зенченко                                                           |
| Стадіон                                 | «Дружба» (Львів)                                                         |
| Капітан                                 |                                                                          |
| Найбільше матчів у лізі                 | Володимир Данилюк, Юрій Дубровний, Геннадій Лихачов, Федір Чорба — по 15 |
| Найкращий бомбардир у лізі              | Володимир Данилюк — 8                                                    |

Сезон «Карпат» (Львів) 1976 (осінь) — п'ятнадцятий сезон «Карпат» (Львів). Команда у вищій лізі посіла 4-те місце серед 16 команд.

## Головні події
«Карпати» повторили найкраще за свою історію досягнення у вищій лізі СРСР — завоювали четверте місце, як і в попередньому сезоні поступившись бронзовому призеру лише за різницею забитих і пропущених м'ячів. У вирішальному матчі у Львові «Карпати» програли «Зеніту», втративши можливість у випадку перемоги здобути срібні медалі.

## Чемпіонат
| Місце | Клуб                       | «Карпати» — клуб | «Карпати» — клуб | І  | В | Н | П | М     | О  |
| Місце | Клуб                       | удома            | у гостях         | І  | В | Н | П | М     | О  |
| ----- | -------------------------- | ---------------- | ---------------- | -- | - | - | - | ----- | -- |
| 1.    | «Торпедо» (Москва)         | 0:2              |                  | 15 | 9 | 2 | 4 | 20-9  | 20 |
| 2.    | «Динамо» (Київ)            | 2:2              |                  | 15 | 6 | 6 | 3 | 22-16 | 18 |
| 3.    | «Динамо» (Тбілісі)         | 3:1              |                  | 15 | 6 | 5 | 4 | 16-12 | 17 |
| 4.    | «Карпати» (Львів)          |                  |                  | 15 | 6 | 5 | 4 | 22-19 | 17 |
| 5.    | «Зеніт» (Ленінград)        | 0:3              |                  | 15 | 6 | 4 | 5 | 22-16 | 16 |
| 6.    | «Динамо» (Москва)          | 2:0              |                  | 15 | 7 | 2 | 6 | 15-13 | 16 |
| 7.    | ЦСКА (Москва)              |                  | 1:1              | 15 | 5 | 5 | 5 | 21-16 | 15 |
| 8.    | «Локомотив» (Москва)       | 4:1              |                  | 15 | 6 | 3 | 6 | 13-13 | 15 |
| 9.    | «Чорноморець» (Одеса)      |                  | 1:0              | 15 | 7 | 1 | 7 | 14-20 | 15 |
| 10.   | «Шахтар» (Донецьк)         |                  | 0:0              | 15 | 5 | 4 | 6 | 12-10 | 14 |
| 11.   | «Крила Рад» (Куйбишев)     |                  | 1:3              | 15 | 5 | 4 | 6 | 12-15 | 14 |
| 12.   | «Зоря» (Ворошиловград)     | 3:1              |                  | 15 | 6 | 2 | 7 | 12-17 | 14 |
| 13.   | «Дніпро» (Дніпропетровськ) |                  | 0:1              | 15 | 6 | 2 | 7 | 12-17 | 14 |
| 14.   | «Арарат» (Єреван)          |                  | 2:2              | 15 | 4 | 6 | 5 | 14-20 | 14 |
| 15.   | «Спартак» (Москва)         |                  | 1:0              | 15 | 5 | 3 | 7 | 15-18 | 13 |
| 16.   | «Динамо» (Мінськ)          | 2:2              |                  | 15 | 2 | 4 | 9 | 10-21 | 8  |

### Статистика гравців
У чемпіонаті за клуб виступали 17 гравців:
| Футболіст            | Дата народження   | Ігри     | Голи     |
| Воротарі             | Воротарі          | Воротарі | Воротарі |
| -------------------- | ----------------- | -------- | -------- |
| Олександр Ракитський | 1 липня 1946      | 13       | 15п      |
| Олексій Швойницький  | 28 жовтня 1956    | 2        | 4п       |
| Захисники            |                   |          |          |
| Федір Чорба          | 24 січня 1946     | 15       | 5        |
| Валерій Сиров        | 1 вересня 1946    | 14       |          |
| Ростислав Поточняк   | 26 січня 1948     | 12       |          |
| Іван Герег           | 24 травня 1944    | 11       |          |
| Віктор Никитюк       | 31 березня 1954   | 7        |          |
| Юрій Бондаренко      | 6 жовтня 1949     | 4        |          |
| Півзахисники         |                   |          |          |
| Юрій Дубровний       | 15 квітня 1954    | 15       |          |
| Ярослав Кікоть       | 8 червня 1949     | 14       |          |
| Остап Савка          | 4 квітня 1947     | 14       | 2        |
| Лев Броварський      | 30 листопада 1948 | 13       | 1        |
| Нападники            |                   |          |          |
| Володимир Данилюк    | 4 липня 1947      | 15       | 8        |
| Геннадій Лихачов     | 16 червня 1946    | 15       | 4        |
| Едвард Козинкевич    | 23 травня 1949    | 13       | 2        |
| Роман Гірник         | 1 листопада 1954  | 8        |          |
| Юрій Підпалюк        | 9 вересня 1952    | 1        |          |